# Insula (romersk stadsplanering)

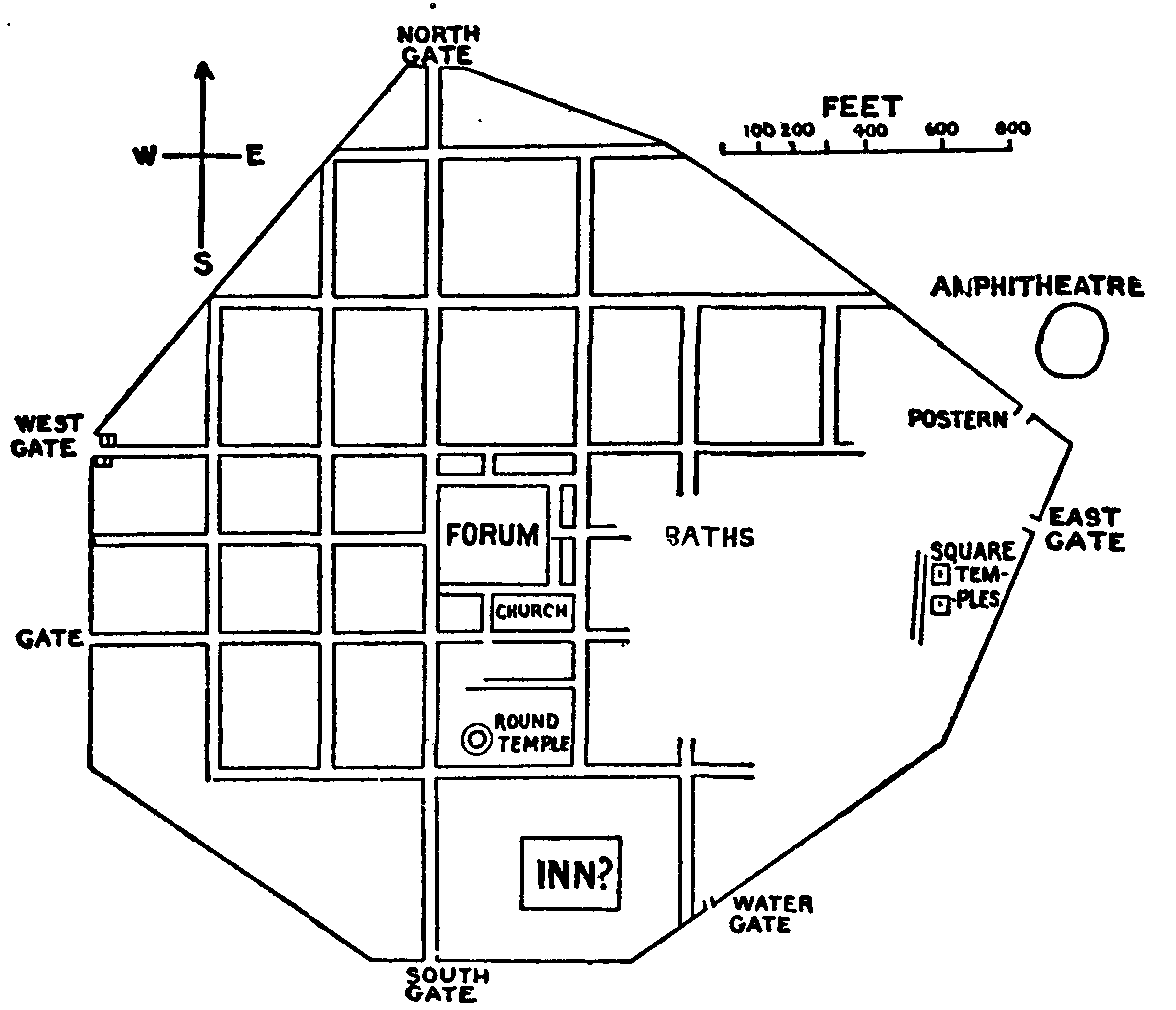
Plan för Silchester.

Insula (latin för "ö", plural insulae) syftar inom romersk stadsplanering på stadsblock där alla sidor avgränsas av vägar. En typisk romersk stadsplan var designad som ett rutnät av ortogonala gator. Varje ruta är en insula. Själva byggnaden som stod på dessa rutor kallades också insula.
Gatorna som gick från öst till väst kallades Decumani och de som gick norr till syd kallades Cardines. Den romerska stadens huvudgator kallades Cardo Maximus och Decumanus Maximus. De korsade varandra vid eller nära till forum, där de viktigaste byggnaderna ofta låg.